# Illerich

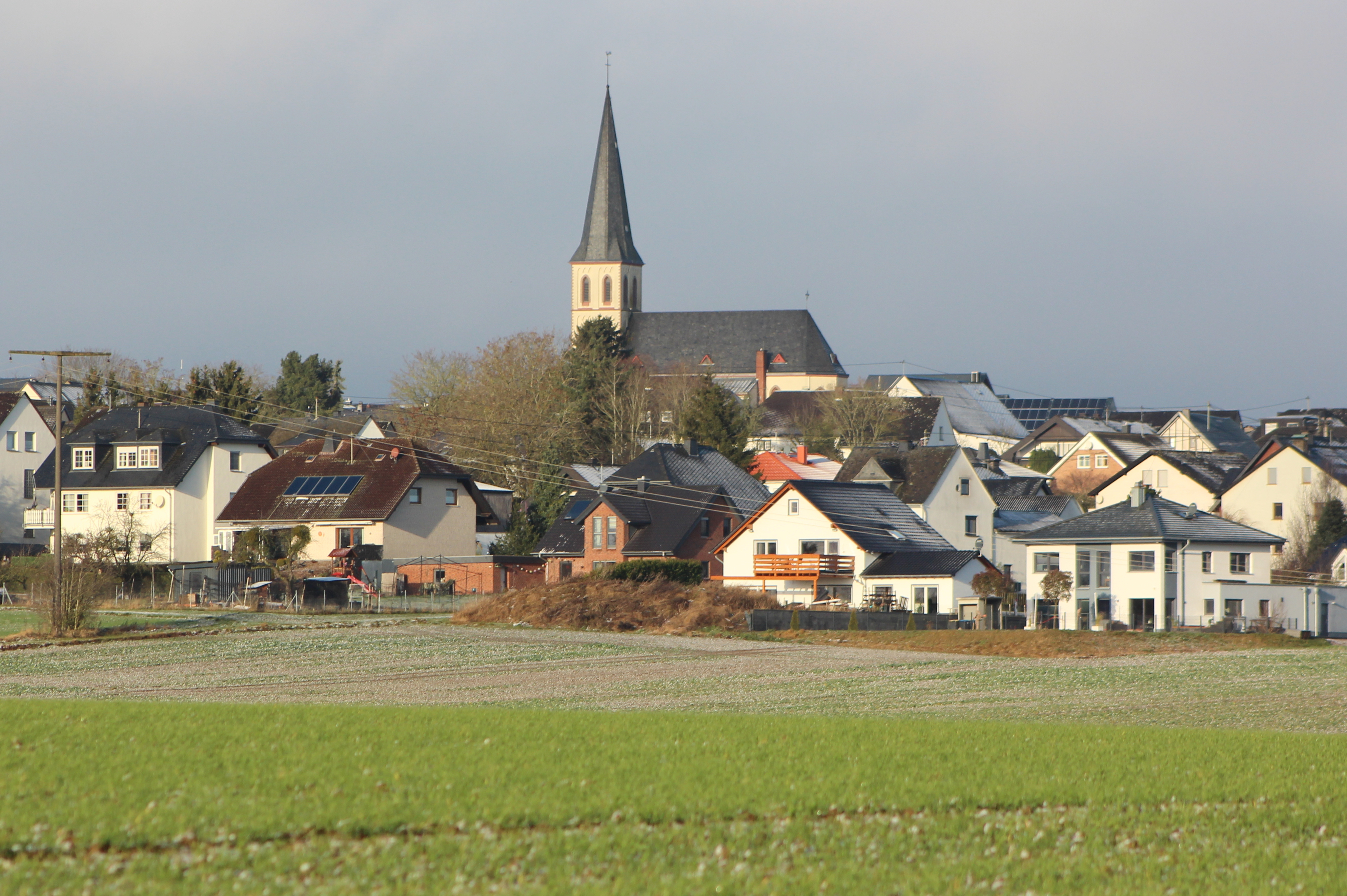
Ansicht von Illerich

Illerich ist eine Ortsgemeinde im Landkreis Cochem-Zell in Rheinland-Pfalz. Sie gehört der Verbandsgemeinde Kaisersesch an.

## Geographie
Das landwirtschaftlich geprägte Illerich liegt rund 50 km südwestlich von Koblenz nahe dem Moseltal. Zur Gemeinde gehören auch die Wohnplätze Michelshof, Rosenhof und Waldhof.
Nachbargemeinden sind Landkern im Westen und Wirfus im Osten.

## Geschichte
Erstmals sicher erwähnt wird Illerich um das Jahr 1180.
Bis zum Ende des 18. Jahrhunderts gehörte Illerich landesherrlich zu Kurtrier und war dem Hochgericht Klotten im Amt Cochem zugeordnet. Im Trierer Feuerbuch aus dem Jahr 1563 waren 28 Feuerstellen (Haushalte) in Illerich verzeichnet, 1684 waren es nur 21.
Im Jahr 1794 hatten französische Revolutionstruppen das Linke Rheinufer annektiert, von 1798 bis 1814 gehörte Illerich (Illereichen) zum Kanton Kaisersesch im Arrondissement Koblenz des Rhein-Mosel-Departements. Munizipalräte (Illericher Gemeindevertreter in der Mairie Kaisersesch) waren 1808 die Bürger Knoblich und Kremer.
Aufgrund der Beschlüsse auf dem Wiener Kongress (1815) wurde die Region dem Königreich Preußen zugeordnet. Unter der preußischen Verwaltung kam die Gemeinde Illerich zur Bürgermeisterei Kaisersesch im Kreis Cochem, der zum neuen Regierungsbezirk Koblenz sowie von 1822 an zur Rheinprovinz gehörte.
Seit 1946 ist die Gemeinde Illerich Teil des Landes Rheinland-Pfalz, seit 1968 gehört sie der Verbandsgemeinde Kaisersesch an und seit 1969 zum Landkreis Cochem-Zell.
1982 war zwischen Hambuch und Illerich im Pommerbachtal eine Wiederaufbereitungsanlage (WAA) für Kernbrennstoff geplant. Nach neun Monaten zog die Deutsche Gesellschaft für Wiederaufarbeitung von Kernbrennstoffen (DWK) alle Pläne zurück; statt einer WAA bei Kaisersesch sollte nun die Wiederaufarbeitungsanlage in Wackersdorf (Bayern) gebaut werden.
Statistik zur Einwohnerentwicklung
Die Entwicklung der Einwohnerzahl von Illerich, die Werte von 1871 bis 1987 beruhen auf Volkszählungen:
| Jahr | Einwohner |
| 1815 | 333       |
| 1835 | 487       |
| 1871 | 530       |
| 1905 | 576       |
| 1939 | 584       |

| Jahr | Einwohner |
| 1950 | 608       |
| 1961 | 565       |
| 1970 | 590       |
| 1987 | 618       |
| 2005 | 733       |

## Politik

### Gemeinderat
Der Gemeinderat in Illerich besteht aus zwölf Ratsmitgliedern, die bei der Kommunalwahl am 9. Juni 2024 in einer Mehrheitswahl gewählt wurden, und dem ehrenamtlichen Ortsbürgermeister als Vorsitzendem.

### Bürgermeister
Helmut Braunschädel wurde 2001 Ortsbürgermeister von Illerich. Bei der Direktwahl am 26. Mai 2019 wurde er mit einem Stimmenanteil von 82,96 % und am 9. Juni 2024 als einziger Bewerber mit 79,0 % jeweils für weitere fünf Jahre in seinem Amt bestätigt.

### Wappen
| Wappen von Illerich | Blasonierung: „Über einem silbernen Schildfuß, in dem zwei rote Raben enthalten sind, gespalten von Rot und Silber. Vorne ist ein rotes Balkenkreuz dargestellt, in der Mitte belegt von einer goldenen Rose, hinten eine goldene Ähre und ein silbernes Sensenblatt pfahlweise.“ |
| Wappen von Illerich | Wappenbegründung: Das Kreuz weist auf die frühere Zugehörigkeit zum Kurfürstentum Trier hin. Die Rose erinnert an das Kloster Rosenthal, welches schon 1331 in Illerich Grundbesitz hatte. Ähre und Sensenblatt symbolisieren die Landwirtschaft, die für den Ort immer schon von Bedeutung war. Die beiden roten Raben sind das Attribut des hl. Vinzenz, dem Schutzpatron des Ortes. |

## Verkehr
Illerich besitzt keinen SPNV-Anschluss. Die nächsten Haltepunkte sind Kaisersesch an der Eifelquerbahn und Klotten an der Moselstrecke.

## In Illerich geboren
- Eduard Pütz (1911–2000), Komponist und Musikpädagoge